# Dyskografia Cee Lo Greena
Dyskografia amerykańskiego wokalisty Cee Lo Greena, który działa zarówno jako artysta solowy, członek grup Goodie Mob i Gnarls Barkley, a także jako tekściarz i producent utworów innych muzyków.

## Dyskografia solowa

### Albumy
| Rok                                                                           | Album | Najwyższa pozycja | Najwyższa pozycja | Najwyższa pozycja | Najwyższa pozycja | Najwyższa pozycja | Najwyższa pozycja | Najwyższa pozycja | Najwyższa pozycja | Najwyższa pozycja | Najwyższa pozycja | Certyfikat        | Sprzedaż              |
| Rok                                                                           | Album | Stany Zjednoczone | R&B               | Australia         | Belgia            | Kanada            | Szwajcaria        | Dania             | Francja           | Holandia          | Wielka Brytania   | Certyfikat        | Sprzedaż              |
| ----------------------------------------------------------------------------- | --- | ----------------- | ----------------- | ----------------- | ----------------- | ----------------- | ----------------- | ----------------- | ----------------- | ----------------- | ----------------- | ----------------- | --------------------- |
| 2002                                                                          | Cee-Lo Green and His Perfect Imperfections - Data wydania: 2 kwietnia 2002 - Wydawnictwo: Arista                | 11                | 2                 | –                 | –                 | –                 | –                 | –                 | –                 | –                 | –                 |                   |                       |
| 2004                                                                          | Cee-Lo Green... Is the Soul Machine - Data wydania: 2 marca 2004 - Wytwórnia: Arista                            | 13                | 2                 | –                 | –                 | –                 | –                 | –                 | –                 | –                 | –                 |                   |                       |
| 2006                                                                          | Closet Freak: The Best of Cee-Lo Green the Soul Machine - Data wydania: 4 października 2006 - Wytwórnia: Arista | 56                | –                 | –                 | –                 | –                 | –                 | –                 | –                 | –                 | –                 |                   |                       |
| 2010                                                                          | The Lady Killer - Data wydania: 9 listopada 2010 - Wytwórnia: Elektra, Asylum                                   | 9                 | 2                 | 24                | 51                | 29                | 56                | 38                | 90                | 43                | 3                 | - Platyna - Złoto | - 337,700+ - 300,000+ |
| „–” Album nie zajął miejsc na listach lub nie został wydany w danym państwie. | |                   |                   |                   |                   |                   |                   |                   |                   |                   |                   |                   |                       |

### Single
| Rok                                                                            | Singel                      | Najwyższa pozycja | Najwyższa pozycja | Najwyższa pozycja | Najwyższa pozycja | Najwyższa pozycja | Najwyższa pozycja | Najwyższa pozycja | Najwyższa pozycja | Najwyższa pozycja | Najwyższa pozycja | Certyfikat                                                         | Album                                      |
| Rok                                                                            | Singel                      | Stany Zjednoczone | R&B               | Australia         | Belgia            | Kanada            | Dania             | Irlandia          | Holandia          | Szwecja           | Wielka Brytania   | Certyfikat                                                         | Album                                      |
| ------------------------------------------------------------------------------ | --------------------------- | ----------------- | ----------------- | ----------------- | ----------------- | ----------------- | ----------------- | ----------------- | ----------------- | ----------------- | ----------------- | ------------------------------------------------------------------ | ------------------------------------------ |
| 2002                                                                           | „Closet Freak”              | 98                | 56                | –                 | –                 | –                 | –                 | –                 | –                 | –                 | –                 |                                                                    | Cee-Lo Green and His Perfect Imperfections |
| 2002                                                                           | „Gettin' Grown”             | 108               | –                 | –                 | –                 | –                 | –                 | –                 | –                 | –                 | –                 |                                                                    | Cee-Lo Green and His Perfect Imperfections |
| 2004                                                                           | „I'll Be Around”            | –                 | 52                | –                 | –                 | –                 | –                 | –                 | –                 | –                 | –                 |                                                                    | Cee-Lo Green...Is the Soul Machine         |
| 2004                                                                           | „The One”                   | –                 | 82                | –                 | –                 | –                 | –                 | –                 | –                 | –                 | –                 |                                                                    | Cee-Lo Green...Is the Soul Machine         |
| 2010                                                                           | „Georgia”                   | –                 | –                 | –                 | –                 | –                 | –                 | –                 | –                 | –                 | –                 |                                                                    | The Lady Killer                            |
| 2010                                                                           | „No One's Gonna Love You”   | –                 | –                 | –                 | –                 | –                 | –                 | –                 | –                 | –                 | –                 |                                                                    | The Lady Killer                            |
| 2010                                                                           | „Fuck You!”                 | 2                 | 61                | 5                 | 12                | 7                 | 2                 | 6                 | 3                 | 6                 | 1                 | - 4× Platyna - 2× Platyna - 3× Platyna - Złoto - Platyna - Platyna | The Lady Killer                            |
| 2010                                                                           | „It's OK”                   | –                 | –                 | –                 | 54                | –                 | –                 | 31                | 94                | –                 | 20                |                                                                    | The Lady Killer                            |
| 2011                                                                           | „Bright Lights Bigger City” | 102               | –                 | –                 | 33                | 83                | –                 | 36                | 23                | –                 | 13                |                                                                    | The Lady Killer                            |
| 2011                                                                           | „Fool for You”              | –                 | 52                | –                 | –                 | –                 | –                 | –                 | –                 | –                 | 97                |                                                                    | The Lady Killer                            |
| 2011                                                                           | „I Want You”                | –                 | –                 | –                 | –                 | –                 | –                 | –                 | 82                | –                 | 90                |                                                                    | The Lady Killer                            |
| 2011                                                                           | „Cry Baby”                  | –                 | –                 | –                 | –                 | –                 | –                 | –                 | –                 | –                 | –                 |                                                                    | The Lady Killer                            |
| „–” Singel nie zajął miejsc na listach lub nie został wydany w danym państwie. |                             |                   |                   |                   |                   |                   |                   |                   |                   |                   |                   |                                                                    |                                            |

## Dyskografia jako członka grup muzycznych

### Dungeon Family
- Even in Darkness (2001)

### Gnarls Barkley
- St. Elsewhere (2006)
- The Odd Couple (2008)

### Goodie Mob
- Soul Food (1995)
- Still Standing (1998)
- World Party (1999)

## Współpraca
- Z Christiną Aguilerą
  - „Make the World Move”
  - „Nasty"

- Z Commonem:
  - „A Song for Assata”
  - „Between Me, You, & Liberation”
  - „G.O.D. (Gaining One's Definition)”
  - „Heaven Somewhere”
  - „Make My Day"

- Z Danger Doom:
  - „Benzie Box"

- Z Danger Mouse:
  - „What U Sittin' On? (Remix)”
  - „The Ol' Sauseej"

- Z Diddym:
  - „Everything I Love” (z Nasem)
  - „Everything I Love (Remix)” (z Nasem i Jadakissem)
  - „Reverse” (z G-Depem, Shyne, Redmanem, Busta Rhymesem i Sauce Money)

- Z OutKast:
  - „Call of da Wild” (z T-Mo i Khujo)
  - „Git Up, Git Out” (z Big Gippem)
  - „In Due Time”
  - „Liberation” (z Erykah Badu i Big Rube)
  - „Reset” (z Khujo)
  - „Slum Beautiful”
  - „Speedballin'”
  - „Wailin'"

- Z Seeed:
  - „Aufstehn”
  - „Rise and Shine"

- Z Teddybears:
  - „Cho Cha” (z B52's)

- Z T.I.:
  - „All I Know” '
  - „The One (Part 2)”

- Z Trick Daddym:
  - „In da Wind” with Big Boi
  - „In da Wind (Ride Out Mix)” with Big Boi
  - „Sugar (Gimme Some)” with Ludacris
  - „Sugar (Remix)” with Ludacris and Lil’ Kim

- Z Twistą:
  - „Hope”
  - „Say Say"

- Z innymi artystami:
  - „Braggin Rights” Bad Fathers
  - „7th Floor/The Serengetti” Witchdoctor
  - „Be by Myself” Asher Roth
  - „Blackberry Molasses (Remix)” Mista
  - „Brixton Briefcase” Chase & Status
  - „Control” Tori Alamaze
  - „Curse on You” Sleepy's Theme
  - „Caved In” CunninLynguists
  - „Church” Da Brat
  - „Paid Dues” 8Ball & MJG
  - „Daydreaming” Kid Sister
  - „Do Something (Remix)” Macy Gray
  - „Do You Like the Way” Carlos Santana
  - „Don’t Cha” Pussycat Dolls & Busta Rhymes
  - „Dr. Feel Good” Travie McCoy
  - „Falling” Paul Oakenfold
  - „G.O.S.P.L.E.” Frank Real
  - „Gone” Esthero
  - „Groupie Sex” Dave Ghetto
  - „Held Down” De La Soul
  - „I Told Ya” Ali & Gipp & Bun B
  - „Less Than an Hour” Nas
  - „I'm the Work” Mr. Marcello
  - „Insp-Her-Ation” Da Ranjahz
  - „Like That” The Black Eyed Peas, John Legend, Q-Tip & Talib Kweli
  - „Lil’ Drummer Boy” Lil’ Kim
  - „Lil Star” Kelis
  - „Long Time Coming” Jazze Pha
  - „Lookin' At Us” Black Rob
  - „Lord Have Mercy” Backbone
  - „Love Is a Murder” The Constellations
  - „Middle” The Fixxers
  - „Momentinlife” Musiq
  - „My Time 2 Go” P.A.
  - „Organized Bass” Kilo Ali
  - „Pieces of the People We Love” The Rapture
  - „Playerz” Ying Yang Twins & Kurtis Blow
  - „Please” Selah Sue
  - „Politics” Royce da 5’9”
  - „Pretty Please (Love Me)” Estelle
  - „Quite Simply” Tori Alamaze
  - „Rap Star Status” Big G.
  - „Right Tonight” Society of Soul
  - „Scott Mescudi vs. the World” Kid Cudi
  - „Smilin' (You Caught Me)” Sly and the Family Stone
  - „Something Wrong” Cognito
  - „Storm Chaser” Rehab
  - „Stop Lyin'” Po' White Trash
  - „Superbad” Sophia Fresh & T-Pain
  - „Suzie Q” Skillz, Pharrell & Jazze Pha
  - „Take Control” Amerie
  - „Tears of Joy” Rick Ross
  - „The Other Side” Bruno Mars & B.o.B
  - „U.N.I.T.Y.” Rahzel
  - „Watch for the Hook” Cool Breeze
  - „Walk This Way” P$C
  - „Waterfalls” TLC
  - „We're All Gonna Die” Everlast
  - „What Is This?” Scar
  - „Where We Wanna” C-Murder
  - „You Know” Heavy D

## Tekściarz i producent
- „All Dressed in Love” Jennifer Hudson (współautor)
- „Don't Cha” Pussycat Dolls & Busta Rhymes (współautor, producent)
- „Don't Cha” Tori Alamaze (współautor, producent)
- „Like This” Backbone, Blvd. International & Oddball (producent)
- „Necessary” Brandy (autor)
- „Take Control” Amerie (współproducent)
- „T.O.N.Y.” Solange (współautor)
- „Sandcastle Disco” Solange (współautor)
- „Love Gun” Melody Thornton (producent)